# ラグナロクオンライン それいけ冒険者たち!
『ラグナロクオンライン それいけ冒険者たち!』は成原とんみ（なりはら とんみ）による漫画作品。MMORPGラグナロクオンラインについての、双葉社発行のアンソロジーコミック『ラグナロクオンライン4コマKINGDOM』に連載されていた、4コマギャグ漫画である。

## 概要
『ラグナロクオンライン4コマKINGDOM』vol.1（2002年12月23日発売）にて連載開始、ほぼ隔月発行の同コミックにおいてvol.1～5、7～13、19・20・24・26と時おり間を置きながら連載を続け、2007年6月28日、みずきひとしの『アコさんに気をつけろ!』と共に、アンソロジーコミック作品としては珍しい単行本化を果たした。
以前の記憶を失って倒れていたところを冒険者に助けられ、「ハテナ」と名づけられた少女と、彼女を取り巻く冒険者たちの日常を描く4コマギャグ漫画で、ハテナを巡る少年アコライトの恋の鞘当てや恋人・夫婦としての冒険者たちの姿を描くラブコメ要素もある。
著者・成原とんみにとって、「オンラインゲーム すごい攻略やってます。」から単行本化された『ROってますか?』（2006年12月26日発売・双葉社）に続く2冊目の単行本。
『ラグナロクオンライン4コマKINGDOM』収録作品の多くは、固定パーティ或いはギルドでまとまって行動する物語が多いが、この漫画においてはレギュラーキャラクターが居て人間関係こそあるものの必ずしも固定メンバーで行動せず、MMORPGではよく見られる「臨公」と呼ばれるパーティを編制しての冒険もしばしば描かれているのが特徴である。また、「臨公」以外にも「蚤の市」など実際のROでのプレイヤーの習慣行事も描かれている。

## あらすじ
プロンテラ近くの平原に記憶を失ったノービスが倒れていた。彼女を助けた2人の冒険者は、疑問だらけの娘に「ハテナ」と名前をつけ、同行させることにした。こうして旅を始めたハテナは、様々な冒険者と出逢って親交を拡げ、時にはへこんだり笑ったりしながら、成長を重ねていく。

## 登場人物
※この作品では、一部を除いてキャラクターの名前が明示されることが無く、作中にもそれぞれを明確に分ける表現が使われていない。故に本項では便宜上、著者公式Webサイト掲示板におけるアイコン呼称を参考にしつつ、「各キャラクターの特徴または特徴的装備品名+職業名」で記すこととした。なお、各職業等については、ラグナロクオンライン（以下、ROと略す）の項を参照。
ハテナ
この漫画の主人公たる少女。最初はノービスで、プロンテラ近くの平原で気絶しており、助けられた時にはそれ以前の記憶をすっかり失っていた。自分の名前すら忘れており、頭に疑問符をたくさん浮かべて悩む姿から、ウサ耳プリによって「ハテナ」と名づけられ、彼女らと共に旅することとなった。素直で前向き、明るくて誰からも好かれる性格の反面おっちょこちょいで、悩むと知恵熱を出して卒倒するほど考えることは苦手。見た目の特徴としては黄色いショートヘアーで、拾われた際にもらったウサ耳をずっと装備している。ACT2で一次転職に悩む中、訪れたモロクで目撃した鷹（ファルコン）を連れたハンターに憧れ、その職業になれる転職場が当地にあると勘違いしてシーフ転職場に行き、シーフになってしまった。タバコ商人とウサ耳プリ、さらには悪魔HBプリらの指導も受け数々の冒険を繰り広げながら友達を増やし、ACT5ではタバコ商人・ウサ耳プリのペアと離れ行動している最中に声をかけてきたギルドに加盟した。二次転職でもやはり悩みながらACT9にてアサシンに転職した。その後も仲間たちと経験を積み、ACT15ではついにオーラを達成、まもなく転生してシーフハイとなった時点で物語は終了している。物語開始以前の記憶は、単行本描きおろしによると、結局取り戻せていないらしい。別の作品ではおぼろげながらも彼女の過去が描写されており、以前は自分と似た容姿の友人がいたが、世界が移り変わった際に離れ離れになってしまっていた。
シフト
青い髪の少年聖職者。悪魔HBプリを先輩と仰ぎ、主に彼らと行動を共にしている。ACT3にて彼らから「スパルタ教育」と称して送り込まれた海底洞窟ダンジョンにてヒドラに捕捉され危機に陥ったところをハテナに救出され、彼女と知り合った。その後2人で行動した際に意気投合、一旦はそれぞれの同行者と共に別行動を取っていたが、後に臨公に参加した際に偶然再会、さらに悪魔HBプリらの計らいにより同行する機会も増え、彼女との親交を深めていった。もう一人の少年アコライトが現れてからは彼とハテナの関係にヤキモキする一方、シフト自身は彼ほどの積極性を発揮できず、出し抜かれたりすることも多かったが、結局は良いライバル関係を築いた。この物語は、ハテナを巡る彼ともう一人の少年アコライトとの恋の駆け引きや、彼とハテナとの恋の行方が一つの主眼となっている。ACT15でハテナと共にオーラを達成、アコライトハイとなった時点で物語は終了している。単行本描きおろしには、彼が悪魔HBプリと出逢い、行動を共にするまでのいきさつを酔いどれスナイパーがハテナに語る物語が収録されている。
タバコBS（‐ブラックスミス）
気絶していたハテナを拾った冒険者ペアの男性で、連載開始時はマーチャント。頭に頭巾を被り、いつもタバコを咥えている。目つきが悪くてぶっきらぼうだが、根は優しい常識人。ハテナに属性武器を作る際には材料となる鉱石を彼女自身に集めさせ、本人にそれと意識させずに経験を積ませるなど、決して甘やかすだけではない優しさを持っている。一方で恋には不器用な性格で、相手に何も告げずに結婚など特別な準備をしようとし、大抵その行動は見透かされてしまうものの、時にそれがあらぬ誤解を生むこともあった。さらに義理堅い性格でもあるようで、ウサ耳プリと夫婦ギルドを結成すべく、自らの手でエンペリウムを獲得しようとする姿も描かれている。ACT3で再会した悪魔HBプリらに無理やり転職させられ、ブラックスミスになった。ウサ耳プリの兄でもある悪魔HBプリが苦手だが、彼からは何故かとても気に入られている。
ウサ耳プリ（うさみみプリースト）
気絶していたハテナを拾った冒険者ペアの女性で、名前を忘れていた彼女に「ハテナ」と名づけた。いつもニコニコしており、物腰は上品だが考えが読みにくい女性。支援プリーストにもかかわらずモンスターを見つけると積極的に殴り倒しに行ったり、時折、毒舌でもある。道に迷うと「棒倒し」で進む方向を決める癖があり、このせいで一緒に居る人物と共にさらに道に迷うことがある。アコライト時代、森の中で迷った際に当時マーチャントだったタバコBSと出逢い、偶然フェイヨンに到着した際に彼を“一番好きな場所”へと導いた。以来、彼の露店へ足しげく通い、いつしか共に冒険するようになったらしい。ワープポータルを覚えたときそれを初めて使う相手として彼を選び、その場所は彼女の“一番好きな場所”（フェイヨン）だった。また、彼がかつて古く青い箱から出したブルージェムストーンを大切に持っている。また彼女は悪魔HBプリの妹でもあり、その恋人である酔いどれハンターとも仲が良く、彼らと共にハテナやシフトを見守っている。
悪魔HBプリ（あくまのヘアバンドプリースト）
シフトと行動を共にする先輩プリーストで、ウサ耳プリの兄である男性。また、酔いどれハンターの夫でもある。常に悪魔のヘアバンドとサングラスを着けており、いつも朗らかな反面、考えが読みにくいのは妹同様だが、さらにちょっと意地悪。シフトにわざときつい修行をさせたり、変なシチュエーションを好む一方、彼とハテナとの幼い恋の行方を覗き見しつつ見守っている。この物語の世界での攻城戦では勇名を馳せるギルドでかつてギルドマスターを務め、今でも現役ギルドマスターをはじめとするメンバーにとても慕われている。飄々としてふざけた言動が多いが、酔いどれハンター（当時アーチャー）と出逢った際には、彼女の雰囲気からその孤独を読み取り、賑やかなギルドに連れ帰りその場で結婚の意思を表明するなど、秘めた優しさも持っている。ACT11にて彼女と共にオーラを達成、その後すぐにハイプリーストになった。彼は支援プリーストではなく、いわゆるMEプリである。
酔いどれハンター（よいどれ‐）
悪魔HBプリの妻で、良きパートナー。登場時にはいつも酔っ払っているか、ビールや酒らしきビールジョッキや缶を手にしており、そのためか終始とても陽気に振る舞っている。悪魔HBプリの覗き見や悪戯などに常時加担しており、彼の言葉に応じる「だーねー」（そうだね、の意味）が口癖。悪魔HBプリとの出逢いは、アーチャー時代にハンター転職場に向かおうとする途中の森の中で酔って寝込んだところをプリーストに転職したばかりの彼に発見され、ハンターギルドに担ぎ込まれたことだった。彼女はその時点で友達や仲間を持っていなかった様だが、寂しげな顔からそれを察した彼により、ギルドに連れ帰られた。結婚したのはそれから間もなくらしい。そうした経緯もあってか、単行本収録最終話となったACT16では、珍しく彼との間で悩む彼女の姿が描かれている。ACT11にて夫婦揃ってオーラ到達、その後すぐにスナイパーになっている。
少年アコライト
ACT6のスフィンクスダンジョンにて、レクイエムと相討ちになったハテナを救出し、彼女が初めて獲得した古く青い箱を手渡したアコライト。その際に会話した彼女に一目惚れし、積極的に彼女に逢いに来る様になった。白い横分けの髪型が特徴で、最初はそれほど長くなかったが、後に前髪が左目を覆うほど長く描かれている。爽やかな笑顔や涼やかな物言いとは裏腹に毒を持った性格で、シフトも彼女に好意を寄せていると見るやライバル視し、彼に対して意地悪をしたり皮肉や嫌味を言うことがあった。彼はレベルアップのペースもハテナやシフトより早く、プリースト転職も転生も彼女らよりも先であった。また、彼はウサ耳プリーストを先輩として知っていたほか、悪魔HBプリがかつてギルドマスターを務めていたギルドに属するなど、他の人物との縁も浅くない。結局、ハテナはシフトを相方に選び、その後も彼はハテナを諦めてはいなかったが、悪魔HBプリの養子となったパンダベイビーマジからの猛アタックを受け、彼自身は否定しつつも良いパートナー関係を築きつつある。なお、最終話時点での彼は、やはりハテナやシフトより一足早く、ハイプリーストになっている。
パンダベイビーマジ
ACT12にて、転生後転職した悪魔HBハイプリと酔いどれスナイパーの養子として登場した、パンダ帽子を被ったマジシャン。シフトのライバルだった少年プリーストに好意を寄せており、狩りに行く前には必ず彼に告白をするのが習慣になっているらしい。彼ですらたじろぐほどの毒舌の持ち主で、モンスターとの戦闘においても良きパートナーとなりつつある。ACT15時点でオーラに達していたが、二次転職はしていない。

## 書籍情報
- 「ラグナロクオンライン4コマKINGDOM」1～5、7～13、16・17・19・20・24・26巻に収録。
- 単行本「ラグナロクオンライン それいけ冒険者たち!」（2007年7月28日第1刷発行、2007年6月28日発売） ISBN 9784575941012